# Euprosopia potens
Euprosopia potens är en tvåvingeart som först beskrevs av Walker 1862.  Euprosopia potens ingår i släktet Euprosopia och familjen bredmunsflugor. Inga underarter finns listade i Catalogue of Life.